# Луковец, Алексей Илларионович

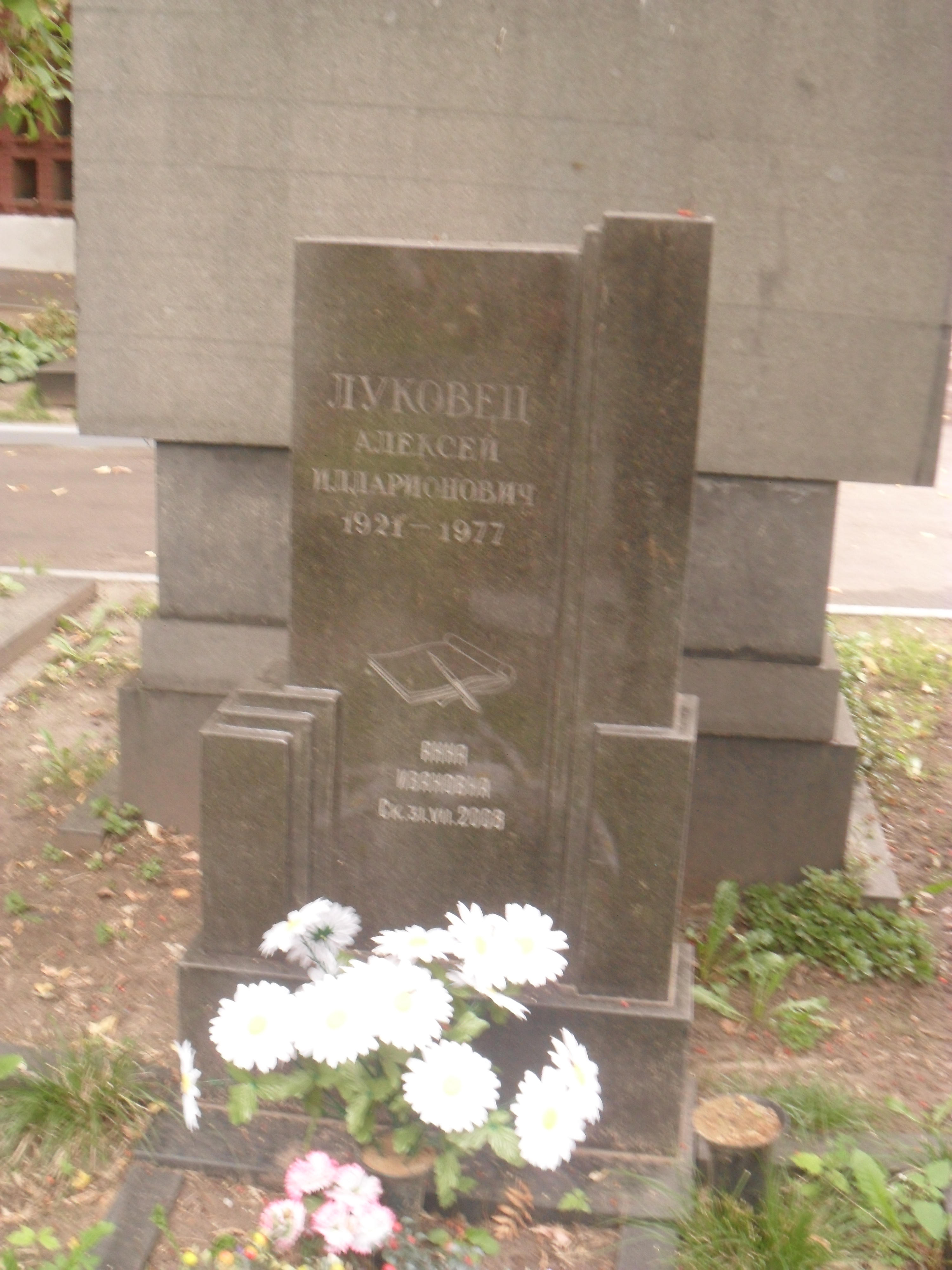
Могила Луковца на Новодевичьем кладбище Москвы.

Алексей Илларионович Луковец (25 февраля 1921 года, пос. Оловянная Оловяннинского района Читинской области, РСФСР, — 8 ноября 1977 года, г. Москва, РСФСР, СССР) — советский журналист и политический деятель.
Заслуженный работник культуры РСФСР (7 мая 1971 года)

## Биография
Родился 25 февраля 1921 года в поселке Оловянная Оловяннинского района Читинской области в крестьянской семье. После этого семья переехала в город Иланский Красноярского края. После окончания 10 классов начал журналистскую карьеру рабкором в районной газете "Иланский рабочий", затем стал ее редактором. После нескольких лет учебы продолжил карьеру в газетах Молдавской ССР (1944 г). С 1947 года работал в газете «Правда», в 1968 году был назначен заместителем главного редактора этой газеты. В 1967 году Луковец окончил Высшую партийную школу при ЦК КПСС. С 1970 года возглавлял журнал «Рабоче-крестьянский корреспондент», с 1976 года — газету «Советская Россия».
Являлся автором большого количества заметок, статей, очерков, а также двух сборников «Перуанские встречи» и «На разных полюсах» (оба вышли в 1974 году). В феврале 1976 года на XXV съезде КПСС был избран членом Центральной Ревизионной Комиссии.
Скончался 8 ноября 1977 года в г. Москве. Похоронен на Новодевичьем кладбище Москвы.